# Антуан Курно
Антуа́н Курно́, (фр. Antoine Augustin Cournot, 28 серпня 1801, Гре — 30 березня 1877, м. Париж) — французький математик, філософ, економіст і адміністратор в галузі університетської освіти. Був першим автором який дав визначення функції попиту і зобразив її графік.
Здобував освіту в ліцеї в Безансоні, в 1821 вступив до Вищої нормальної школи Парижа, в 1823 отримав ступінь ліценціата в галузі науки, а 1827 — в галузі права.
В 1835 році був ректором Гренобльської академії, генеральним інспектором досліджень в 1838 році, у 1854 році став ректором і почесним генеральним інспектором Академії Діжона. Вийшов у відставку в 1862 році.

## Біографія
Народився Антуан Курно 28 серпня 1801 року в освіченій і заможній родині, у французькому містечку Гре. Його дідусь був нотаріусом і мав великий вплив на виховання Антуана. У дитинстві він був надзвичайно тихим хлопчиком, який полюбляв читати, але мав невпевненість в собі через свою короткозорість. Курно здобував освіту спочатку в школі, до 15 років, потім 4 роки навчався самостійно вдома з репетиторами які готували його до вступу до вищого навчального закладу. Особлива увага надавалася галузі права. Час від часу А. Курно відвідував коледж в Безансоні. Навчався з 1821 року в Вищий нормальній школі в Парижі. Саме тут найбільше проявилося захоплення Курно математикою і незабаром через два роки він отримує своє перше наукове звання — ліценціат. Через закриття школи, Курно переводиться до Сорбонни.
Курно працював секретарем, вихователем та домашнім вчителем сина маршала Сен-Сіра, де і проживав з 1823—1833 роки. У 1827 році отримав звання ліценціата у галузі права, а в 1829 році з математики ним була захищена докторська дисертація у Паризькому університеті. З 1831 року працював помічником інспектора Паризької академії. За роки навчання Курно познайомився і був досить близький з багатьма вченим, особливо у міцних дружніх стосунках був з математиком Сімеоном Пуассоном, він вважав Курно одним із найкращих учнів і залюбки допомагав йому. Пуассон допоміг Курно отримати місце професора вищої математики в Ліонському університеті, а через рік він був переведений ректором університету Гренобль. У 1838 році Курно стає генеральним інспектором навчальних закладів. Обіймаючи ці посади, він проявив себе з хорошої сторони, як хороший керівник.
У 1854 році Курно переїжджає до міста Діжон, і працює ректором Діжонського університету протягом восьми років. У 1862 році Курно виходить у відставку і переїжджає до Парижа. Антуан Курно був доволі педантичною особистістю, в нього до деталей був розписаний не тільки день, а й тиждень і місяць. На перший погляд вчений видавався суворим і непідступним, але після розмови з ним співрозмовники відзначали легке відчуття гумору.
Помер А.Курно наприкінці березня 1877 року у віці 75 років, залишивши за собою низку наукових праць.

## Внесок в економічну науку
Антуан Курно здобув популярність завдяки застосуванню математичних моделей, формул і символів математики в економічному аналізі, визначенні моделі олігополії та дуополії, визначенні функції попиту і його еластичності. Головною заслугою Курно є запровадження його новаторського методу у дослідженнях економічних явищ.

Курно намагається за допомогою математичних формул пояснити економічні закони. Аналізом багатства, на думку Курно, займається політична економія. Також свою увагу Курно зосереджував на міновій вартості, намагаючись звільнити її від впливу суб'єктивних моментів — корисності, рідкісності і від всіх інших елементів. Найбільшу свою увагу в дослідженні, Курно приділив для найголовнішої проблеми економіки –  взаємозалежності ціни та попиту. Розглядаючи цю проблему він вперше застосовує поняття функції попиту. Він був першим хто зацікавився корисністю для споживачів.

Функція попиту за Курно має такий вигляд:
 Q = ƒ(р),
 де він позначив попит через Q, а ціну, відповідно, через P.
 Курно ввів в політичну економію поняття еластичності попиту, довівши те, що попит є функцією від ціни та виділив товари, які характеризуються високою і низькою еластичністю попиту. Залежність між попитом і ціною є зворотною — при збільшенні ціни на певний товар попит на нього зменшується і навпаки — при зниженні ціни на цей товар попит зростає. Стосовно еластичності Курно наголошував, що попит при незначній зміні ціни може зменшуватись — випадок великої еластичності попиту, і навпаки, що попит взагалі може мало реагувати на зміни в ціні — випадок низької еластичності попиту. Курно випереджаючи свій час виводить криву попиту. За якою він встановив, що функція попиту є безперервною й отже диференціюється. Функцію попиту, Курно застосував для вирішення завдання максимізації доходу, тобто знаходження такої ціни при якій, валовий виторг максимальний. Спочатку застосувавши її в умовах природної монополії, згодом дуополії та вільної конкуренції.
Всі свої основні ідеї, засоби, методи покращення економічної науки, Курно виклав у своїй праці «Дослідження математичних принципів теорії багатства» яка і стала головним його внеском в економічну науку. Через свою складність книга не мала успіху серед науковців, і в 1863 р. виходить нова робота Курно «Принципи теорії багатства», де він пояснив свої старі теорії, але не на основі математичних формул. Ця праця Курно зацікавила його сучасників і його ідеї надалі розвивали інші науковці та послідовники.

## Олігополія
Олігополія Курно — це економічна модель ринкової конкуренції. 
Основними положеннями моделі є:
- На ринку діє фіксована кількість {\displaystyle N>1} фірм, які випускають економічне благо одного найменування;
- Вхід на ринок нових фірм і вихід з нього вільні;
- Фірми мають ринкову владу[6];
- Фірми максимізують свій прибуток і діють без кооперації.

Загальна кількість фірм на ринку {\displaystyle N} передбачається відомою величиною для всіх учасників. Кожна фірма приймаючи своє рішення, вважає випуск інших фірм заданим параметром (константою). Функції витрат фірм {\displaystyle c_{i}(q_{i})} можуть бути різні і також є відомими всім учасникам.
Функція попиту являє собою спадну функцію від ціни блага. Ціна блага задана як ціна рівноваги галузевого ринку (величина галузевої пропозиції дорівнює величині попиту на дане економічне благо при одній і тій же ціні).

## Дуополія
Модель дуополії за Курно — це варіант дуополії, суть якої полягає в тому, що на ринку розглядається взаємодія тільки двох фірм і кожна з них вважає, що обсяг виробництва іншого залишаться незмінними, і на основі цього друга фірма приймає рішення щодо виробництва. Також кожен з них припускає, що випуск конкурента залишатиметься стабільним, і приймають свої рішення відповідно.

## Внесок в інші науки
Курно, переважно, вважається математиком, хоча він мав великий вплив і на економіку. Його наукові праці складають велику кількість томів. Більшу частину свого наукового життя Курно присвятив саме розвитку математики, отож найбільше визнання він отримав саме в цій сфері. Більшість його праць з математики були написані переважно у 1840-х роках. Всесвітнє визнання отримали його наукові праці не тільки з математики, а й з теорії ймовірностей, і філософії. Також Антуан Курно був хорошим педагогом. Він написав підручник з математики, запропонував свій варіант освіти у Франції. Також перу Курно належить багато цікавих мемуарів з математики, перекладів, фундаментальних наукових творів: двотомного зібрання листів Ейлера, трактату Гершеля з астрономії.
Курно за допомогою математики та філософії намагався знайти якийсь синтез природних і суспільних наук. На схилі років Курно займався написанням праць з філософії та історії. Він зробив великий внесок не тільки в економіку, але також і у сферу філософії. Його філософія була еклектичною, він так, як і Кант дотримувався думки про непізнаванність суті речей і припускав можливість знання лише про феномен. Його філософія майже не була відома за життя, але після смерті науковця викликала чималий інтерес у наступних поколінь дослідників. Після смерті Курно залишив чимало наукових праць з філософії.

## Список основних праць
- «Дослідження математичних принципів теорії багатства» («Recherches sur les principes mathématiques de la théorie des richesses»)1838 р.
- «Короткий огляд економічних доктрин» («Revue sommaire des doctrines économiques»)1877 р.
- «Теорії шансів і ймовірностей» ("Exposition de la théorie des chances et des. probabilités ")1843 р.
- «Нарис про основи наших знань і про особливості філософської критики» («Essai sur les fondements de nos connaissances et sur les caractères de la critique philosophique»)1851 р.
- «Матеріалізм, віталізм, раціоналізм» («Matérialisme, vitalisme, rationalisme»)1875 р.
- «Трактат про зв'язок фундаментальних ідей у науці та історії» ("Traité de l'enchaînement des idées fondamentales dans les sciences et dans l'histoire ")1861 р.